# Tachina infestans
Tachina infestans là một loài ruồi trong họ Tachinidae.